# Aphyolebias wischmanni
Aphyolebias wischmanni är en fiskart som först beskrevs av Seegers, 1983.  Aphyolebias wischmanni ingår i släktet Aphyolebias och familjen Rivulidae. Inga underarter finns listade i Catalogue of Life.